# Eishockey-Bundesliga 1966/67
Die Saison 1966/67 der Eishockey-Bundesliga war die neunte Spielzeit der Bundesliga, der höchsten deutschen Eishockeyliga. Deutscher Meister wurde die Düsseldorfer EG, die nur zwei Jahre nach dem Aufstieg als erstes westdeutsches Team seit 15 Jahren die Meisterschaft gewinnen konnte und damit die Dominanz der bayerischen Mannschaften vorerst beendete. In den Relegationsspielen konnte von vier Bundesligisten nur Preussen Krefeld die Klasse halten, in die Oberliga mussten der ehemalige Meister SC Riessersee sowie der ESV Kaufbeuren und Rekordmeister Berliner SC. Sie wurden durch den FC Bayern München, die SG Oberstdorf/Sonthofen und den VfL Bad Nauheim ersetzt.

## Voraussetzungen

### Teilnehmer
| - Berliner Schlittschuhclub (Aufsteiger) - Düsseldorfer EG - Krefelder EV - Preussen Krefeld - Mannheimer ERC | - EC Bad Tölz (Titelverteidiger) - EV Füssen - ESV Kaufbeuren - EV Landshut - SC Riessersee |

### Modus
Um die hohen Reisekosten zu den Auswärtsspielen zu reduzieren, wurde die Bundesliga zur Saison 1966/67 in zwei Staffeln geteilt, die zunächst eine Doppelrunde ausspielten. Die fünf bayerischen Vereine wurden dabei der Gruppe Süd zugeteilt, die Mannschaften aus West- und Südwestdeutschland sowie Berlin spielten in der Gruppe West. Danach qualifizierten sich die drei erstplatzierten Mannschaften jeder Gruppe für die Bundesligaendrunde, die in einer Einfachrunde den Deutschen Meister ausspielten. Die Viert- und Fünftplatzierten jeder Gruppe mussten in die Relegation, dabei trafen die Südvereine auf die drei Bestplatzierten der Oberliga Süd, die Westvereine auf die drei Bestplatzierten der Oberliga Nord. Die jeweiligen Erst- und Zweitplatzierten jeder Relegationsstaffel qualifizierten sich für die neue Bundesligasaison.
Die beiden Sieger der Relegationsrunden spielten anschließend um den DEV-Pokal.

## Vorrunde

### Gruppe West
|    |                           | Sp | S  | U | N  | Tore   | Punkte |
| -- | ------------------------- | -- | -- | - | -- | ------ | ------ |
| 1. | Düsseldorfer EG           | 16 | 11 | 2 | 03 | 93:42  | 24:08  |
| 2. | Mannheimer ERC            | 16 | 09 | 3 | 04 | 85:46  | 21:11  |
| 3. | Krefelder EV              | 16 | 09 | 1 | 06 | 69:50  | 19:13  |
| 4. | Preussen Krefeld          | 16 | 06 | 0 | 10 | 66:88  | 12:20  |
| 5. | Berliner Schlittschuhclub | 16 | 02 | 0 | 14 | 33:120 | 04:28  |

Abkürzungen: Sp = Spiele, S = Siege, U = Unentschieden, N = Niederlagen

Meisterrunde, Relegation

### Gruppe Süd
|    |                | Sp | S  | U | N  | Tore  | Punkte |
| -- | -------------- | -- | -- | - | -- | ----- | ------ |
| 1. | EV Füssen      | 16 | 11 | 3 | 02 | 88:46 | 25:07  |
| 2. | EC Bad Tölz    | 16 | 07 | 4 | 05 | 73:56 | 18:14  |
| 3. | EV Landshut    | 16 | 05 | 3 | 08 | 50:73 | 13:19  |
| 4. | SC Riessersee  | 16 | 05 | 3 | 08 | 52:61 | 13:19  |
| 5. | ESV Kaufbeuren | 16 | 04 | 3 | 09 | 51:78 | 11:21  |

Abkürzungen: Sp = Spiele, S = Siege, U = Unentschieden, N = Niederlagen

Meisterrunde, Relegation

#### Entscheidungsspiel um den 3. Platz
- EV Landshut – SC Riessersee 3:2

## Meisterrunde
|    |                 | Sp | S | U | N | Tore  | Punkte |
| -- | --------------- | -- | - | - | - | ----- | ------ |
| 1. | Düsseldorfer EG | 10 | 9 | 0 | 1 | 44:22 | 18:02  |
| 2. | EC Bad Tölz     | 10 | 7 | 0 | 3 | 53:22 | 14:06  |
| 3. | EV Landshut     | 10 | 5 | 0 | 5 | 28:50 | 10:10  |
| 4. | EV Füssen       | 10 | 4 | 0 | 6 | 31:33 | 08:12  |
| 5. | Krefelder EV    | 10 | 4 | 0 | 6 | 32:44 | 08:12  |
| 6. | Mannheimer ERC  | 10 | 1 | 0 | 9 | 22:39 | 02:18  |

Abkürzungen: Sp = Spiele, S = Siege, U = Unentschieden, N = Niederlagen

Meister

## Relegation zur Bundesliga

### West
Neben den letzten beiden der Gruppe West qualifizierten sich die ersten drei Mannschaften der Oberliga Nord:
1. VfL Bad Nauheim
2. Kölner EK
3. Eintracht Frankfurt

|    |                           | Sp | S | U | N | Tore  | Punkte |
| -- | ------------------------- | -- | - | - | - | ----- | ------ |
| 1. | Preussen Krefeld          | 8  | 6 | 1 | 1 | 58:27 | 13:03  |
| 2. | VfL Bad Nauheim           | 8  | 4 | 1 | 3 | 39:34 | 09:07  |
| 3. | Kölner EK                 | 8  | 4 | 0 | 4 | 33:31 | 08:08  |
| 4. | Berliner Schlittschuhclub | 8  | 2 | 1 | 5 | 38:50 | 05:11  |
| 5. | Eintracht Frankfurt       | 8  | 2 | 1 | 5 | 37:63 | 05:11  |

Abkürzungen: Sp = Spiele, S = Siege, U = Unentschieden, N = Niederlagen

Qualifikation für Bundesliga 1967/68 und zum Finale des DEV-Pokals, Qualifikation für Bundesliga 1967/68, Qualifikation für Oberliga 1967/68

### Süd
Neben den letzten beiden der Gruppe Süd qualifizierten sich die ersten drei Mannschaften der Oberliga Süd:
1. Augsburger EV
2. FC Bayern München
3. SG Oberstdorf/Sonthofen

|    |                         | Sp | S | U | N | Tore  | Punkte |
| -- | ----------------------- | -- | - | - | - | ----- | ------ |
| 1. | FC Bayern München       | 8  | 6 | 1 | 1 | 32:21 | 13:03  |
| 2. | SG Oberstdorf/Sonthofen | 8  | 4 | 1 | 3 | 28:30 | 09:07  |
| 3. | ESV Kaufbeuren          | 8  | 4 | 0 | 4 | 35:28 | 08:08  |
| 4. | SC Riessersee           | 8  | 2 | 2 | 4 | 31:28 | 06:10  |
| 5. | Augsburger EV           | 8  | 2 | 0 | 6 | 25:44 | 04:12  |

Qualifikation für Bundesliga 1967/68 und zum Finale des DEV-Pokals, Qualifikation für Bundesliga 1967/68, Qualifikation für Oberliga 1967/68

### DEV-Pokal
|                                      | Serie | 1   | 2   |
| ------------------------------------ | ----- | --- | --- |
| Preussen Krefeld – FC Bayern München | 4:7   | 3:4 | 1:3 |

## Ranglisten

### Beste Torschützen
| Spieler        | Team            | Spiele | Tore |
| -------------- | --------------- | ------ | ---- |
| Horst Ludwig   | Krefelder EV    | 26     | 29   |
| Alois Schloder | EV Landshut     | 26     | 28   |
| Sepp Reif      | Düsseldorfer EG | 26     | 23   |

### Beste Verteidiger
| Spieler             | Team            | Spiele | Tore |
| ------------------- | --------------- | ------ | ---- |
| Otto Schneitberger  | Düsseldorfer EG | 26     | 13   |
| Alfred Lutzenberger | ESV Kaufbeuren  | 26     | 10   |
| Werner Maier        | Mannheimer ERC  | 26     | 10   |
| Erwin Riedmeier     | EC Bad Tölz     | 26     | 10   |

### Beste Scorer der Endrunde
| Spieler        | Team            | Tore | Assists | Punkte |
| -------------- | --------------- | ---- | ------- | ------ |
| Lorenz Funk    | EC Bad Tölz     | 12   | 8       | 20     |
| Alois Schloder | EV Landshut     | 11   | 4       | 15     |
| Sepp Reif      | Düsseldorfer EG | 7    | 6       | 13     |

## Kader des Deutschen Meisters
| Deutscher Meister Düsseldorfer EG | Torhüter: Rainer Gossmann, Hans-Joachim Schmengler Verteidiger: Dieter Hoja, Horst Hübbers, Horst Roes, Jochen Schmidt, Otto Schneitberger Angreifer: Erich Böttcher, Peter Gregory, Karl Heitmüller, Kurt Jablonski, Ingo Lingemann, Sepp Reif, Karl-Heinz Löggow, Klaus Breidenbach, Reinhold Rief, Ferdinand Werdermann, Wolfgang Wylach Cheftrainer: Hans Rampf |